# Михайло Наконечний (калуський будівничий)
Михайло Наконечний — автор відновлення знесеної каплиці святого Юди Тадея в місті Калуш і її будівничий.
Михайло народився в 1958 році у селі Цвітова Калуського району Івано-франківської області. Батько будівничого працював продавцем та доставляв товари в сільські крамниці. Мати хлопця померла, коли йому було лише 10 років.
Михайла виховувала бабуся, а поряд з ним ще 7 дітей: племінників, дітей діда та рідного брата. Дідусь хлопця — Юрій був роботящим господарем, землеробом і теж долучася до виховання Михайла (родом із с. Лука).
У дитинстві Михайло любив футбол, хокей.
Закінчивши школу, юнак пішов служити до армії.
Повернувшись з армії, в 1979 році, взяв шлюб з Русланою (хрещена — Галина).
Михайло Наконечний працював шахтарем у Кропивнику, на шахті ім. 50-річчя Жовтня. Інвалід праці.
У 2005 році будівничий пережив клінічну смерть. Того ж року вирішив взятися за зведення каплиці святого Юди Тадея на придбаній земельній ділянці.
З 2007 році Михайло розпочав зведення святині і закінчив будівельні роботи в 2014 році.